# إدنا آدم إسماعيل
إدنا آدم إسماعيل (ولدت في 8 سبتمبر 1937)، وزير الخارجية السابق لجمهورية الصومال،  شغلت هذا المنصب في الفترة من 2003 حتى عام 2006، وكانت قد شغلت سابقا منصب وزير الرعاية الأسرية والتنمية الاجتماعية. وهي مدير ومؤسس مستشفى ادنا عدنان للأمومة في هرجيسا. وناشطة ورائدة في النضال من أجل إلغاء تشويه الأعضاء التناسلية للإناث. وهي أيضا رئيس منظمة ضحايا التعذيب.
كانت متزوجة من محمد حاجى إبراهيم عقال الذي كان رئيسا للحكومة في الصومال البريطانية قبل خمسة أيام من استقلال الصومال وبعد ذلك رئيس وزراء الصومال (1967-1969) ورئيس الصومال (1993-2002).

## حياتها المبكرة
ولدت إدنا في هرجيسا في 8 سبتمبر 1937،  ابنة طبيب صومالي بارز  وتدربت كممرضة في المملكة المتحدة في بورو البوليتكنيك، والآن جامعة لندن ساوث بانك قالت انها " أول فتاة صومالية تدرس في بريطانيا  وأيضا أنها الأولى المؤهلة كممرضة من الصومال  وأول امرأة صومالية يمكنها القيادة ". تزوجت محمد إبراهيم عقال، وهو س مالي انتخب رئيس وزراء الصومال في عام 1967. بدأت بناء مستشفى في مقديشيو في منتصف الثمانينيات ولكن قبل أن تكتمل بدأت الحرب الأهلية الصومالية حيث أجبرت على مغادرة البلاد. وكانت تعمل في منظمة الصحة العالمية (منظمة الصحة العالمية) كمستشار التمريض الإقليمي خلال الفترة من عام 1987 إلى عام 1991، وبعد ذلك مستشار للشؤون الفنية الإقليمي لصحة الأم والطفل، والمسؤولة عن القضايا المتعلقة بالممارسات التقليدية الضارة التي تؤثر على صحة النساء والأطفال مثل تشويه الأعضاء التناسلية للإناث. بعد ذلك كانت ممثلة منظمة الصحة العالمية في جيبوتى بين عامي 1991 و1997.

## عملها
كانت إسماعيل تعمل لدى الحكومة بالإضافة إلى عملها في مستشفى الأمومة خاصتها.

### عمل المستشفى
عادت إلى الصومال وقامت ببناء مستشفى للولادة من الصفر، التي ما زالت تعمل حتى الآن. افتتحت مستشفى إدنا عدنان للأمومة رسميا في 9 مارس 2002 في أرض تبرعت لها من قبل الحكومة الإقليمية في موقع كان يستخدم سابقا مقلب للقمامة.
تفتقر المنطقة ممرضات للعمل في المستشفى  - حيث أن المعظم إما فروا من البلاد أو قتلوا خلال الحرب الأهلية - وقد عينت أكثر من 30 مرشحا، وبدأت تدريبهم في عام 2000 في حين كانت المستشفى لا تزال قيد الإنشاء. وتضم المستشفى الآن اثنين من المسارح، والمختبرات والمكتبة ومركز الكمبيوتر وجناح كامل مخصص لتدريب الممرضات.
مهمة المستشفى هي المساعدة على تحسين الحالة الصحية للسكان المحليين، لا سيما ارتفاع معدل وفيات الأمهات والأطفال الرضع. فهى مؤسسة خيرية غير ربحية ومستشفى تعليمي فهى أيضا تتولى تدريب الطلاب من  الممرضين وفنيين المعامل.

### عمل الحكومة
كانت إسماعيل الوزيرة المرأة الوحيدة في الحكومة الصومالية حتى يوليو عام 2006، عندما تم استبدالها كمستشار وزير الإعلام السابق عبد الله محمد دوالي.

## الجوائز التي حصلت عليها
تقديرا لمساهمتها في العمل الإنساني، أضيف اسم إدنا عدنان إسماعيل للقاعة الطبية للمشاهير  في جامعة توليدو، أوهايو، في مارس 2007. وقد حصلت على الدكتوراة الفخرية من جامعة كلارك في ماساتشوستس والزمالة الفخرية في مدرسة التمريض بجامعة كارديف في 8 يوليو 2008.
في عام 2012 ذكرت عدنان في الفيلم الوثائقي نصف السماء: تحويل القمع إلى فرصة للمرأة في جميع أنحاء العالم ، العرض الأول كان في برنامج تلفزيوني في 1و2 أكتوبر. وهي عبارة عن ملحمة تواجه فيها النساء والفتيات اللاتي يعشن في ظل ظروف صعبة للغاية بشجاعة وتحدى. وقد كانت تسمى «الام المسلمة تيريزا».

## روابط خارجية
- Edna Adan Maternity Hospital
- Video of Nicholas Kristof visiting the Edna Aden Hospital
- Edna's House of Healing على يوتيوب, video profile of Edna and her hospital
- Interview of Edna Adan June 2002 on راديو بي بي سي